# Aquarius (Film)
Aquarius ist ein brasilianisch-französischer Spielfilm von Kleber Mendonça Filho aus dem Jahr 2016.

## Handlung
Teil 1 – O Cabelo de Clara (Claras Haar):
Im Jahr 1980 ist Clara mit ihrem Mann Adalberto auf der Geburtstagsfeier von Tante Lucia eingeladen. Ihre Freundin Fátima hat sich in Claras Bruder Antonio verliebt. Claras drei Kinder tragen eine kleine Rede auf die Jubilarin vor und Claras Mann hält eine Rede auf seine Frau. Clara hat 1979 erfolgreich gegen den Brustkrebs gekämpft und gilt nun als geheilt. Ihr Haar wächst gerade nach, sie trägt einen Pixie. Die Gäste lassen die Jubilarin hochleben und beginnen zu tanzen, die Szenerie wechselt in die Gegenwart. Clara ist inzwischen über 60, seit 17 Jahren verwitwet, hat langes Haar und lebt immer noch in der Wohnung des Wohnkomplexes Aquarius, in der sie auch ihre Kinder großgezogen hat. Sie ist eine geachtete Journalistin, die zu Musikern publiziert hat. Sie lebt ihr Leben allein, unterstützt von der betagten Haushälterin Ladjane; gelegentlich gibt sie der Presse Interviews. Eines Tages steht der langjährige Hausverwalter Geraldo mit seinem Nachfolger Diego vor der Tür. Es stellt sich heraus, dass ihre Immobilienfirma Bonfim sämtliche Wohnungen des Hauses aufgekauft hat. Clara ist die letzte Wohnungseigentümerin. Wenn auch sie verkauft, kann das Haus abgerissen und durch einen Neubau ersetzt werden. Clara weigert sich, zu verkaufen.
Teil 2 – O Amor de Clara (Claras Liebe):
Diego bleibt hartnäckig beim Kaufversuch, doch zerreißt Clara seine Angebote ungelesen. Auf der Straße wird sie vom Sohn eines ehemaligen Mieters des Aquarius’ angesprochen, der sie als egoistisch bezeichnet, da sie nicht ausziehen will. Rettungsschwimmer Roberval, der sie mag, beschützt sie. Über Bonfim werden plötzlich Matratzen in die Wohnung über Claras gebracht und keiner will ihr sagen wieso. Einige Zeit später erhält sie Besuch von ihren drei Kindern, die sie zur Aufgabe ihrer Wohnung bewegen wollen. Alte Konflikte, besonders zwischen Clara und ihrer einzigen Tochter, brechen auf. Es stellt sich heraus, dass Bonfim die Kinder dazu gebracht hat, die eigene Mutter zu „bearbeiten“ und die Wohnung für die angebotenen 2 Millionen Real BRL (ca. 520000 Euro) zu verkaufen. Des Nachts findet über Claras Wohnung eine laute Feier samt Orgie statt. Clara kontert mit lauter Musik und einem One Night Stand mit einem ihr unbekannten jungen Mann. Am Folgetag ist das Treppenhaus verkotet, wird jedoch von einer Firma gesäubert. Clara lässt auf eigene Faust das blaue Haus weiß anstreichen.
Teil 3 – O Câncer de Clara (Claras Krebserkrankung):
Im Haus tun sich weiterhin Dinge, so findet eines Tages eine Art Gottesdienst im Gebäude statt. Die Matratzen der Orgie werden verbrannt und Clara stellt Investor Diego zur Rede. Der gibt zu erkennen, dass Clara ihn noch nicht kennengelernt habe und nicht wisse, wozu er fähig sei. Clara trifft sich mit ihrem Bekannten Rinaldo, der bei einer Zeitung arbeitet. Er macht ihr zwar klar, dass Diego zu seiner weitläufigen Verwandtschaft gehört, gibt Clara jedoch auch einen Tipp, wo belastendes Material über Bonfim zu finden sei. Mit ihrer Freundin und Anwältin Cleide macht sich Clara auf die Suche. Eines Tages halten sie zwei ehemalige Mitarbeiter von Bonfim an und berichten ihr, dass sie vor einigen Wochen auf Geheiß der Firma etwas in den beiden Wohnungen über Clara platzieren sollten. Mit der Hilfe von Roberval, Cleide und Neffe Tomés begibt sich Clara in die beiden Wohnungen und findet Termitennester, wobei die Tiere bereits die Wände angegriffen haben. Die Gruppe sucht Geraldo und Diego in ihrer Firma auf und präsentiert die belastenden Unterlagen, die Clara und Cleide gefunden haben. Es kommt zur Konfrontation, bei der deutlich wird, dass die Geschäftsmänner weder Anstand noch Moral haben. Clara gesteht, lieber ihnen Krebs zu geben als selbst welchen zu haben, öffnet einen mitgebrachten Koffer und entleert einen Termitenschwarm auf dem Tisch. Die Tiere beginnen, sich im Raum auszubreiten.

## Produktion

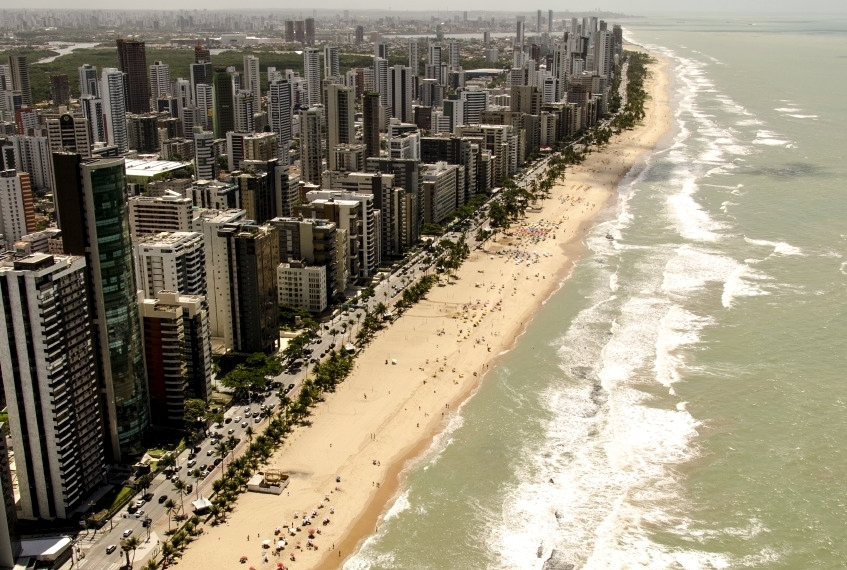
Boa Viagem, wo Teile des Films gedreht wurden

Aquarius war nach O Som ao Redor der zweite Langspielfilm, bei dem Kleber Mendonça Filho Regie führte. Er schrieb zudem das Drehbuch. Der Film spielt in Recife, der Heimatstadt Mendonça Filhos. Inspiriert wurde die Handlung vom Schicksal des Gebäudes Caiçara, das 2013 teilabgerissen und 2016 trotz Protesten vollständig abgerissen wurde. Als Haus Caiçara diente das benachbarte Gebäude Oceania in der Avenida Boa Viagem. Die Dreharbeiten fanden zwischen August und September 2015 unter anderem in den Stadtteilen Boa Viagem, Campo Grande (Clube das Pás), Brasília Teimosa und Santo Antônio (Restaurante Leite, Friedhof) sowie am Strand Praia dos Carneiros unweit von Recife statt. Die Kostüme schuf Rita Azevedo, die Filmbauten stammen von Juliano Dornelles und Thales Junqueira.

## Veröffentlichung
Aquarius erlebte am 17. Mai 2016 im Rahmen der Internationalen Filmfestspiele von Cannes seine Premiere. Die Premiere sorgte dabei für Aufsehen, da Filmemacher und Schauspieler mit Zetteln gegen die Absetzung Dilma Rousseffs protestierten. Dies führte in sozialen Netzwerken zu Boycottaufrufen gegen den Film. In Deutschland war er erstmals am 25. Juni 2016 auf dem Filmfest München zu sehen. Am 1. September 2016 kam er in die brasilianischen Kinos und lief am 28. September 2016 auch in den französischen Kinos an. In Österreich war er erstmals am 21. Oktober 2016 auf der Viennale zu sehen. Am 12. Januar 2017 erfolgte der Kinostart in der Schweiz. Am 27. Februar 2019 wurde der Film erstmals im deutschen Fernsehen auf Arte gezeigt.

## Auszeichnungen (Auswahl)
Aquarius war für über 60 internationale Filmpreise nominiert, von denen er über 30 gewann.
- 2016: Festival Internacional de Cine de Mar del Plata – Publikumspreis, Auszeichnung für die Beste Schauspielerin (Sônia Braga) und Nominierung als Bester Film
- 2016: Internationale Filmfestspiele von Cannes 2016 – Nominierung Goldene Palme und Queer Palm
- 2016: Havana Film Festival – FIPRESCI-Preis
- 2016: Jerusalem Film Festival – Nominierung In Spirit for Freedom Award
- 2016: Filmfest München – Nominierung CineVision Award
- 2016: Sydney Film Festival – Sydney Film Prize für den besten Film
- 2016: Semana Internacional de Cine de Valladolid – Nominierung Goldene Ähre für den besten Film
- 2016: Zurich Film Festival – Nominierung Goldenes Auge für den besten internationalen Spielfilm
- 2017: Chlotrudis Award – Nominierung in den Kategorien Bestes Originaldrehbuch und Beste Darstellerin (Sônia Braga)
- 2017: César – Nominierung Bester ausländischer Film
- 2017: Independent Spirit Award – Nominierung Bester internationaler Film
- 2017: Prix du Syndicat Français de la Critique, Bester ausländischer Film
- 2017: Palm Springs International Film Festival – Auszeichnung Directors to Watch
- 2017: Grande Prêmio do Cinema Brasileiro – drei Auszeichnungen (Film, Regie, Musik) sowie acht Nominierungen